# Christian Heine
Christian Heine (* 22. Februar 1867 in Kohlgrund; † 21. April 1944 ebenda) war ein deutscher Landwirt und Politiker.
Heine war der Sohn des Landwirts Christian Heine und dessen Ehefrau Friederike, geborene Drescher. Er heiratete am 28. Dezember 1888 in Helmighausen Luise Illian aus Neudorf. Heine war Landwirt in Kohlgrund, wo er auch zwischen 1900 und 1933 Bürgermeister war. Von 1912 bis 1919 war er für den Wahlkreis Kreis der Twiste Abgeordneter im Landtag des Fürstentums Waldeck-Pyrmont.